# Psicologia da forma
A psicologia da Gestalt, gestaltismo, guestaltismo, configuracionismo ou psicologia da forma (não confundir com Gestalt-terapia) é uma escola de psicologia que surgiu no início do século XX na Áustria e na Alemanha como uma teoria da percepção que era uma rejeição dos princípios básicos da psicologia elementalista e estruturalista de Wilhelm Wundt e Edward Titchener.
Conforme usado na psicologia da forma, a palavra alemã Gestalt (/ɡəˈʃtælt,_ʔˈʃtɑːlt,_ʔˈʃtɔːlt,_ʔˈstɑːlt,_ʔˈstɔːlt/, alemão: [ɡəˈʃtalt] (escutarⓘ); "forma") é interpretado como "padrão" ou "configuração". Os psicólogos da forma enfatizam que os organismos percebem padrões ou configurações inteiras, não apenas componentes individuais. A visão às vezes é resumida usando o ditado, "o todo é mais do que a soma de suas partes.":13
A psicologia da forma foi fundada em obras de Max Wertheimer, Wolfgang Köhler e Kurt Koffka.

## Origem e história
Max Wertheimer (1880–1943), Kurt Koffka (1886–1941) e Wolfgang Köhler (1887–1967) fundaram o guestaltismo no início do século XX.:113–116 A visão dominante na psicologia na época era o estruturalismo, exemplificado pelo trabalho de Hermann von Helmholtz (1821–1894), Wilhelm Wundt (1832–1920) e Edward B. Titchener (1867–1927).:3 O estruturalismo estava firmemente enraizado no empirismo britânico:3 e era baseado em três teorias estreitamente inter-relacionadas:
1. "atomismo", também conhecido como "elementalismo",[12]:3 a visão de que todo conhecimento, mesmo ideias abstratas complexas, é construído a partir de constituintes simples e elementares
2. "sensacionalismo", a visão de que os constituintes mais simples — os átomos do pensamento — são impressões sensoriais elementares
3. "associacionismo", a visão de que ideias mais complexas surgem da associação de ideias mais simples.[12]:3[13]

Juntas, essas três teorias dão origem à visão de que a mente constrói todas as percepções e até pensamentos abstratos estritamente a partir de sensações de nível inferior que estão relacionadas apenas por estarem intimamente associadas no espaço e no tempo. Os guestaltistas discordaram dessa visão "atomística" generalizada de que o objetivo da psicologia deveria ser quebrar a consciência em supostos elementos básicos.
Em contraste, os guestaltistas acreditavam que dividir os fenômenos psicológicos em partes menores não levaria à compreensão da psicologia.:13 Esses psicólogos acreditavam, em vez disso, que a maneira mais frutífera de ver os fenômenos psicológicos é como um todo organizado e estruturado.:13 Eles argumentaram que o "todo" psicológico tem prioridade e que as "partes" são definidas pela estrutura do todo, e não vice-versa. Pode-se dizer que a abordagem foi baseada em uma visão macroscópica da psicologia, em vez de uma abordagem microscópica. As teorias da percepção da forma são baseadas na natureza humana sendo inclinada a entender os objetos como uma estrutura inteira, em vez da soma de suas partes.
Wertheimer foi aluno do filósofo austríaco Christian von Ehrenfels (1859–1932), membro da Escola de Brentano. Von Ehrenfels introduziu o conceito de guestaltismo na filosofia e na psicologia em 1890, antes do advento da psicologia da forma como tal. Von Ehrenfels observou que uma experiência perceptiva, como perceber uma melodia ou uma forma, é mais do que a soma de seus componentes sensoriais. Ele afirmou que, além dos elementos sensoriais da percepção, há algo extra. Embora em certo sentido derivado da organização dos elementos sensoriais componentes, essa qualidade adicional é um elemento por direito próprio. Ele chamou isso de Gestalt-qualität ou "qualidade da forma".

## Fundamentos teóricos
Segundo a Gestalt, existem quatro princípios a ter em conta para a percepção de objetos e formas: a tendência à estruturação, a segregação figura-fundo, a pregnância ou boa forma e a constância perceptiva.
Outros conceitos dessa teoria são super-soma e transponibilidade. Super-soma refere-se à ideia de que não se pode ter conhecimento de um todo por meio de suas partes, pois o todo é maior que a soma de suas partes: "'A + B' não é simplesmente '(A + B)', mas sim um terceiro elemento 'C', que possui características próprias". Já segundo o conceito da transponibilidade, independentemente dos elementos que compõem determinado objeto, a forma se sobressai. "Uma cadeira é uma cadeira, seja ela feita de plástico, metal, madeira ou qualquer outra matéria-prima."[carece de fontes?]

### Sete fundamentos básicos

Os sete elementos básicos

Os sete fundamentos básicos da Gestalt - muito usado hoje em dia em profissões como design, arquitetura etc. - são:
- Segregação: desigualdade de estímulo; gera hierarquia: importância e ordem de leitura.
- Semelhança: elementos da mesma cor e forma tendem a ser agrupados e constituir unidades. E estímulos mais próximos e semelhantes, possuem a tendência de serem mais agrupados.
- Unidade: um elemento se encerra nele mesmo; vários elementos podem ser percebidos como um todo.
- Proximidade: elementos próximos tendem a ser agrupados visualmente: unidade de dentro do todo.
- Pregnância: é a lei básica da percepção da gestalt.
- Simplicidade: tendência à harmonia e ao equilíbrio visual.
- Fechamento: formas interrompidas; preenchimento visual de lacunas.

## Aplicações
Enquanto isso, cada um diligencia, em seu setor de pesquisa, "espaço" disponível em que a gestalt possa se implantar legitimamente e contribuir com uma nova perspectiva. Podemos vê-la tentar conquistar seu espaço em contextos muitos variados: gestalt junto a crianças e adolescentes, casais em processos de divórcio e divorciados, celibatários ou solitários, expansão da sexualidade, grupos de mulheres, homossexuais etc. Preparação para a aposentadoria, acompanhamento dos últimos momentos da vida. Grupos especiais para: psicóticos, doenças psicossomáticas, cancerosos, alcoólicos, toxicômanos, bulímicos ou obesos, desempregados, imigrados etc.
Além disso, vemos tentativas de associar a gestalt a outras abordagens, como: análise transacional, rebirthing, bioenergética, programação neurolinguística, psicodrama, ioga, rolfing, massagem, heptonomia, eutonia, astrologia, tarô, tudo isso com maior ou menor sucesso, conforme o caso. Registramos experiências de aplicação da gestalt em domínios variados: hospitais psiquiátricos, prisões, escolas, infância, pessoas desajustadas, serviços sociais, conselhos conjugais, terapia familiar, empresas, publicidade, agricultores, dentistas etc.

### Aplicações na arte
De acordo com a gestalt, a arte se funda no princípio da pregnância da forma. O importante é perceber a forma por ela mesma; vê-la como "todos" estruturados, resultados de relações. A Gestalt, após sistemáticas pesquisas, apresenta uma teoria nova sobre o fenômeno da percepção. Segundo esta teoria, o que acontece no cérebro não é idêntico ao que acontece na retina. A excitação cerebral não se dá por pontos isolados, mas por extensão. A primeira sensação já é de forma, já é global e unificada. O postulado da gestalt no que se refere às relações psicofisiológicas pode ser definido como: todo processo consciente, toda forma psicologicamente percebida, está estreitamente relacionada com as forças integradoras do processo fisiológico cerebral.
A hipótese da gestalt para explicar a origem dessas forças integradoras, é atribuir, ao sistema nervoso central, um dinamismo autorregulador que, à procura de sua própria estabilidade, tende a organizar as formas em todos coerentes e unificados. Essas organizações, originárias da estrutura cerebral, são espontâneas, independente da nossa vontade. Na realidade, a "psicologia da gestalt" não tentou integrar os fatos da motivação com os fatos da percepção e esta foi a grande contribuição de Frederick Perls que deu origem à gestalt-terapia.
A tendência à estruturação, por exemplo, explica como os diferentes povos distinguem grupos de estrelas e reconhecem constelações no céu; a configuração ideal mais conhecida é a proporção áurea dos arquitetos e geômetras gregos, o que explica muitas das formas que se tornam agradáveis aos olhos humanos. As empresas de publicidade e os criadores de signos visuais (marcas) são grandes usuários da descoberta dos símbolos e de seu poder de atração (pregnância). Vários artistas se utilizaram das ilusões de óptica. Muitas delas são explicadas pela lei da segregação da figura e fundo, a exemplo das obras de Escher e Salvador Dalí ou dos discos ópticos de Marcel Duchamp. A ilusão de perspectiva e a proposição cubista de criação de uma cena com (sob) múltiplos pontos de vista também são explicados pela teoria da gestalt.
Através dos estudos das teorias elaboradas pela gestalt no início do século XX referentes à psicologia das imagens, foi possível criar condições favoráveis para a racionalização na construção de projetos gráficos. Reforça-se a ideia de que o todo, é mais que a soma das suas partes, existindo um envolvimento psicológico e cultural. Compreender a construção de imagens é imprescindível para a elaboração e desenvolvimento de objetos visuais, viabilizando a ampliação do acervo de soluções gráficas.

### Gestalt-terapia
A partir da teoria da gestalt e da psicanálise, o médico alemão Fritz Perls (1893-1970) desenvolveu uma forma de psicoterapia de orientação gestáltica. A gestaltoterapia ou terapia gestalt orienta-se segundo o conceito que o desenvolvimento psicológico e biológico de um organismo se processa de acordo com as tendências inatas desse organismo, que tentam adaptá-lo harmoniosamente ao ambiente. A prática psicoterapêutica é, normalmente, realizada em grupo e, ao longo das suas sessões, destaca-se a realização de um conjunto de exercícios sensório-motores (que trabalham as áreas sensoriais e motoras do nosso corpo) e meditativos (de relaxamento). Estes exercícios pretendem, principalmente, que os indivíduos descubram novas forças existentes em si, para poderem ultrapassar as suas dificuldades.
A gestalt-terapia, apesar da coincidência de nome, não está diretamente ligada à psicologia da gestalt. Ela foi criada pelo médico alemão Frederick Perls (1893-1970) em 1951. Perls atuou como psicanalista até 1941, mas sua formação é muito eclética e passou por importantes psicanalistas como Otto Fenichel e Karen Horney. Passou também por Wilhelm Reich e foi assistente de Kurt Goldestein, que pertencia ao grupo da psicologia da gestalt, e foi muito influenciado pela filosofia fenomenológica. Provavelmente, dessa relação, veio a inspiração para o nome da corrente.
Com a aproximação da Segunda Guerra Mundial, Perls foi obrigado a se exilar e escolheu a África do Sul para morar, onde fundou o Instituto Sul-Africano de Psicanálise. No final da década de 1940, imigrou para os Estados Unidos e, lá, lançou a primeira publicação em gestalt-terapia. Apesar da experiência psicanalítica de Perls, a gestalt-terapia está muito mais próxima da fenomenologia que dos princípios de psicanálise. Em primeiro lugar, a gestalt-terapia não trabalha com o conceito de inconsciente, que é central na psicanálise.
O que importa para essa corrente é o aqui-agora. A centralidade no presente, ao contrário da psicanálise, que busca no passado a elucidação do trauma, é a pedra de toque da gestalt-terapia.
De acordo com Naranjo (1980), são três os princípios gerais da gestalt-terapia: "valorização da realidade: temporal (presente versus passado ou futuro); valorização da tomada de consciência e aceitação da experiência; valorização do todo ou responsabilidade".

### Aplicações na gestão de empresas
A análise gestalt é passível de incorporação na gestão das empresas. No seminário realizado a 20 de junho de 2012 no Instituto de Estudos Superiores Financeiros e Fiscais sobre o tema "Pós-Capitalismo – Sociedade do Conhecimento", o doutor Amândio Silva transmite a ideia de que as empresas são mais do que uma simples adição dos seus diferentes sectores. Importa, ao gestor, ser capaz de olhar, avaliar e gerir de acordo com os padrões e configurações que detecta. A visão do todo, da forma que sobressai, é o elemento chave para a condução de uma gestão empresarial de sucesso, pois só assim é possível identificar a completa dimensão física, cultural e emocional da organização. Algo que a análise individualizada a cada sector se mostra incapaz de percepcionar.

## Críticas sobre a Gestalt
Embora a Gestalt seja considerada por muitos como um consenso alguns cientistas apontam fraquezas nessa teoria. Segundo o autor Johan Wagemans e seus colegas cientistas, a Gestalt possui alguns aspectos que poderiam ser esclarecidos.
A Gestalt defende que as leis da percepção nascem com o ser humano ao invés de serem aprendidas com o passar dos anos. No entanto, estudos recentes com observadores adultos mostraram que a experiência passada pode influenciar a forma como percebemos a diferença entre a figura e o seu fundo. Peterson & Skow-Grant (2003) também compartilham dessa crítica. Wertheimer, um dos fundadores da teoria Gestalt, também falou sobre a influência da "experiência passada", mas o que ele disse não tem o mesmo sentido utilizado por outras correntes da psicologia. Para ele, a experiência prévia da pessoa não consegue alterar os princípios gerais da percepção (Luccio, 2011), mas não é isso que vemos acontecer na prática, quando mostramos uma imagem ambígua (com mais de uma interpretação) para diferentes pessoas.
A teoria gestaltista nem sempre se verifica na prática.
Um dos pilares da Gestalt é a teoria do campo elétrico, teoria que foi considerada morta e enterrada em 1950.
A Gestalt oferece meras demonstrações, usando estímulos muito simples ou confusos, formulando leis com pouca precisão, ou adicionando "leis" para cada fator que parecesse ter alguma influência na percepção. Para evitar criar leis demais, foi proposta uma lei principal, chamada de Lei da Concisão (Prägnanz), mas sua explicação foi deixada "confusa" de propósito: "a organização psicológica será sempre tão boa quanto as condições permitirem". Sobre esse assunto, Bruce & Green (1990) escreveram: "algumas das suas 'leis' de organização perceptiva hoje parecem vagas e inadequadas. O que significa uma 'boa' ou 'simples' forma, por exemplo?". Os próprios gestaltistas admitem que este conceito é subjetivo (Koffka, 1975). Se observarmos a natureza, poucos objetos naturais têm uma estrutura regular. A maioria não tem forma ou tem uma forma imperfeita, de modo que poucos objetos têm uma "boa forma" de modo a serem "melhores" do que outros (Luccio, 2011).
Todorovic (2008) explica ainda que, embora a Gestalt seja coberta de alguma forma na literatura científica como em Kubovy & van der Berg (2008), ainda resta detalhar como é que diferentes princípios gestaltistas interagem entre si e quais irão ser mais fortes em quais situações.
Além dessas críticas, o psicólogo Skinner (1972) também questiona a base filosófica da Gestalt, chamada de teoria representacional ou "teoria da cópia" (a ideia de que nossa mente faz cópias do mundo), afirmando que fazer isso seria um desperdício de tempo para o cérebro.
Somando a essas discussões, Dewey (2004) faz, ainda, uma declaração bastante séria: o conceito principal repetido nas aulas de Gestalt está errado ("o todo é maior do que a soma das partes"). Foi traduzido incorretamente do alemão para o inglês, algo que Kurt Koffa, um dos fundadores da Gestalt, criticou severamente. No seu texto original, estava dito que "o todo é diferente (ou independente) da soma das partes", no sentido de que o todo tem uma existência própria, que não depende das partes. Koffka não gostou da tradução e corrigia os alunos que usavam a palavra "maior" ao invés de "diferente" (Heider, 1977) . Segundo Koffa, não se trata de um princípio de "soma". O que o texto original da Gestalt queria dizer é que o todo tem uma existência independente no sistema perceptivo.
Além disso, os fundamentos propostos pela Gestalt se baseiam em conceitos relativamente óbvios. Rock (1975) afirma que os princípios da Gestalt são baseados na nossa experiência com coisas e suas propriedades: objetos no mundo, geralmente, estão localizados na frente de algum fundo (figura fundo), têm uma textura diferente da textura desse fundo (similaridade), são feitos de partes que estão perto umas das outras (proximidade), se movem como um todo (destino comum), têm contornos fechados (fechamento) e esses são contínuos (continuidade) (Todorovic, 2008)[11] .
O livro "História do Design Gráfico", de Philip Meggs, não cita a palavra Gestalt e faz menção a estudos de percepção apenas na história de Peter Behrens e da Nova Objetividade (Meggs, 2009).